# Fate/stay night: Unlimited Blade Works (film)
Fate/stay night: Unlimited Blade Works (劇場版 フェイト/ステイナイトアンリミテッドブレイドワークス?, Gekijōban Feito/sutei naito Anrimiteddo Bureido Wākusu) è un film d'animazione del 2010 diretto da Yūji Yamaguchi.
Il film, tratto dalla seconda route omonima della visual novel Fate/stay night e prodotto da Studio Deen, è uscito nelle sale giapponesi il 23 gennaio 2010.
Lo staff che ha lavorato alla serie televisiva Fate/stay night, incluso il regista Yūji Yamaguchi e la maggior parte dei doppiatori, è stato coinvolto nella lavorazione del film. Il film ha guadagnato 280 milioni di yen ai box office giapponesi.
Nel luglio 2014 è stata annunciata la messa in produzione di una seconda serie animata basata anche questa volta sulla seconda route, intitolata Fate/stay night: Unlimited Blade Works Prodotta da Aniplex, Type-Moon e animata dallo studio ufotable, la serie è andata in onda in 2 stagioni distinte, una durante l'inverno 2014 e la seconda durante la primavera 2015. Trasmessa in Italia in simulcast da parte di VVVVID su concessione di Dynit, è stata doppiata da quest'ultima e infine ripubblicata sul medesimo sito in edizione italiana.

## Trama
Shirō Emiya è un normale studente che viene improvvisamente trascinato in una guerra per ottenere il Santo Graal, un oggetto capace di esaudire qualunque desiderio. Tutti i partecipanti devono usare spiriti eroici chiamati Servant per combattere tra di loro, tuttavia, dato che Shirō è un novizio e privo delle abilità magiche necessarie, deve unirsi a Rin Tōsaka per sopravvivere le battaglie. Questa è solo una soluzione temporanea, dato che Archer, il Servant di Rin, detesta Shirō per qualche sconosciuta ragione. Shirō Emiya e Rin Tōsaka, due studenti liceali che vivono nella piccola città di Fuyuki, vengono selezionati per prendere parte alla quinta guerra del Santo Graal, che mette in palio per il vincitore proprio la leggendaria reliquia; in tutto vi partecipano sette maghi, i Master, i quali evocano lo spirito di un grande eroe del passato o del futuro, il Servant, che combatta per loro e sia loro sottomesso tramite un patto simboleggiato da tre simboli magici, gli incantesimi di comando.
Shirō evoca, seppur casualmente, Saber, ovvero Arthuria Pendragon, versione femminile di Re Artù, mentre Rin riceve l'aiuto del misterioso Archer, il quale fin dall'inizio sembra mostrare una certa ostilità verso Shirō. Poiché Shirō, a differenza di Rin, non sa niente sulla guerra del Santo Graal, viene portato da Rin alla chiesa di Kirei Kotomine, il sacerdote-arbitro della competizione, il quale gli spiega che la guerra consiste in uno scontro senza quartiere tra i Master e i loro Servant, che dovranno eliminarsi l'un l'altro fino a che non ne rimarrà soltanto uno. Shirō, dotato di un animo mite e votato alla giustizia, non ha alcun interesse nel Santo Graal, ma accetta di partecipare per impedire che gli altri Master si uccidano tra di loro o facciano del male ad innocenti.
Mentre Rin e Shirō stanno tornando a casa vengono attaccati dalla piccola Ilya e dal suo potentissimo Berserker, ma riescono in qualche modo a resistere all'assalto grazie all'aiuto provvidenziale di Archer, che costringe gli avversari alla ritirata. Qualche giorno dopo Shirō scopre che anche il suo compagno Shinji, fratello della sua migliore amica Sakura Matō, è un master, e sta progettando di potenziare il proprio Servant Rider sacrificando tutti i ragazzi del liceo grazie all'incantesimo speciale della stessa Rider, il Blood Fort Andromeda. Shirō e Rin riescono a costringerlo a desistere, ma poco dopo il Blood Fort viene ugualmente attivato, ed al suo interno compare un esercito di demoni scheletrici che assaltano i due ragazzi. Shirō e Rin riescono in qualche modo ad abbatterli annullando l'incantesimo, e dopo poco Shirō ritrova il corpo straziato di Rider, mentre Shinji riesce a scappare.
Quella notte, Shirō viene attirato al tempio Ryūdō da Caster, che intende rubargli gli incantesimi di comando per ottenere il controllo di Saber e poterla usare contro Berserker, ma viene raggiunto da Archer che riesce a costringere Caster a ritirarsi momentaneamente, mentre Saber riesce a sua volta ad avere momentaneamente la meglio su Assassin, il Servant che la stessa Caster ha evocato grazie ai suoi poteri magici. Archer cerca di convincere Shirō a rinunciare al suo ottuso desiderio di proteggere tutti calandosi nei panni di un eroe della giustizia, ma di fronte alla determinazione del ragazzo lo ferisce gravemente con l'intento di ucciderlo per poi scomparire. Shirō viene salvato da Rin, che cura la sua ferita, ma quando i due tornano a casa vi trovano Caster, che usando il suo Rule Breaker riesce ad ottenere il controllo di Saber. Caster cerca di costringere Saber ad uccidere Shirō e Rin, ma la donna si oppone al controllo esercitato su di lei e così Caster è costretta per il momento a rinunciare.
Nel tentativo di aiutare Saber, essendo Shirō ancora troppo inesperto per potersi confrontare con un Servant, Rin e Archer raggiungono Caster alla chiesa di Kotomine, che hanno apparentemente ucciso prendendone possesso, ma Archer a sorpresa tradisce Rin per via della sua fedeltà a Shirō schierandosi dalla parte di Caster. Prima che Caster possa uccidere Rin, però, viene contrastata da Shirō, che inaspettatamente sta imparando a controllare sempre meglio il suo unico potere di mago, il Trace On, grazie al quale può ricreare nella realtà ciò che visualizza nella sua mente. Nonostante ciò il potere di Caster è ancora troppo superiore, e così lui e Rin sono costretti ad abbandonare il campo lasciando entrambi i propri Servant nelle mani del nemico. Per tentare di riequilibrare le forze Shirō e Rin cercano l'aiuto di Illya e Berserker, ma quando raggiungono il castello degli Einzbern trovano Berserker già ucciso da Gilgamesh, l'ottavo Servant, il quale ha stretto un patto con Shinji, e che subito dopo aver eliminato Berserker strappa il cuore a Ilya, poiché esso è la chiave per ottenere il Santo Graal.
Shirō e Rin ricevono tuttavia l'inaspettato aiuto di Lancer, che ha ricevuto dal suo misterioso Master l'incarico di assisterli così da poter eliminare Caster. Insieme i tre tornano alla chiesa di Kotomine, e mentre Lancer affronta Archer nel cortile Shirō e Rin scendono nei sotterranei, non riuscendo però a sconfiggere Caster per l'intromissione del professor Soichiro, di cui Caster si è innamorata e che ha eletto come proprio Master. Quando tutto sembra perduto, però, Caster e Soichiro vengono entrambi uccisi a tradimento dallo stesso Archer, che subito dopo tenta nuovamente di uccidere anche Shirō. Saber cerca di difenderlo, ma è troppo debole per riuscirci, e così Rin stringe un patto con lei nominandola suo nuovo Servant restituendole tutte le sue forze. Vedendosi in difficoltà Archer, il cui potere speciale è uguale a quello di Shirō, fa ricorso alla sua tecnica ultima, l'Unlimited Blade Works, con cui trasporta Saber e i due ragazzi nel suo 'Reality Marble', cioè in una dimensione parallela traboccante di tutte le spade che Archer ha replicato nel corso della sua esistenza. Nonostante ciò Shirō riesce a tenergli testa, seppur al prezzo di gravi ferite, così Archer decide di rapire Rin costringendo Saber a scegliere se proteggere il proprio vecchio o nuovo master.
Archer porta Rin al castello degli Einzbern, dove scopre che Archer aveva segretamente stretto una nuova alleanza con Shinji e Gilgamesh, il tutto al solo scopo di poter uccidere Shirō. Archer, infatti, altri non è che lo stesso Shirō di un prossimo futuro, divenuto un eroe dopo aver vinto la guerra del Santo Graal. Tuttavia Archer-Shirō ben presto si sentì deluso dalla via che aveva scelto, fatta di sangue e morte allo scopo di proteggere quante più persone possibili, così ha deciso di uccidere il sé stesso del passato nella speranza così di poter scomparire a sua volta evitando la propria nascita. Mentre Shirō ed Archer combattono violentemente nell'atrio del castello, nelle soffitte Shinji cerca di usare violenza su Rin, ma viene fermato dall'arrivo di Lancer, il quale viene a sua volta trattenuto dal liberarla dal suo Master, che si rivela essere lo stesso Kotomine, il quale aveva inscenato la sua morte per poter agire indisturbato, e che fin dall'inizio aveva complottato con Shinji e Gilgamesh per ottenere il Graal. Kotomine ordina a Lancer di uccidere Rin, ma quando questo si rifiuta usa l'incantesimo di comando per costringere Lancer a suicidarsi.
A quel punto Kotomine tenta di uccidere egli stesso Rin, ma viene a sua volta ucciso da Lancer, sopravvissuto nonostante la ferita mortale che era stato costretto ad auto-infliggersi. Subito dopo Lancer, ormai morente, ferisce anche Shinji, costringendolo a scappare, quindi libera Rin e usa il suo potere per dare fuoco al palazzo prima di scomparire. Nell'atrio, Archer e Shirō continuano a combattere, e nonostante gli avvertimenti di Archer su quello che potrebbe capitargli continuando a seguire la strada che ha scelto Shirō rimane saldo nei propri propositi, riuscendo infine a sconfiggere il Servant. Archer viene successivamente ucciso da Gilgamesh facendo da scudo a Shirō. Gilgamesh viene affrontato quindi da Saber, ma decide di ritirarsi, e raggiunto Shinji nella foresta gli impianta nel corpo il cuore di Ilya tramutandolo in una versione incompleta del graal, una sorta di enorme poltiglia rosa pulsante, per poi trasportarlo nel tempio Ryūdō nell'attesa che l'avvento del Graal sia compiuto.
Avendo consumato quasi tutto il suo potere per combattere Archer, Shirō viene aiutato da Rin, che gli dona parte del suo circuito magico perché possa finalmente sviluppare del tutto il proprio, quindi i due, assieme a Saber, raggiungono il tempio per tentare di fermare Gilgamesh. Saber affronta nuovamente Assassin, riuscendo questa volta a sconfiggerlo definitivamente, quindi aiuta Rin a portare in salvo Shinji (grazie anche all'aiuto di una proiezione di Archer) e a distruggere la forma incompleta del Graal, anche se lo sforzo risulta tale da costarle la vita.
Di fronte al sacrificio di Saber, Shirō, che stava combattendo una battaglia persa contro Gilgamesh, acquista nuova determinazione, liberando tutto il suo potere e riuscendo per la prima volta a fare ricorso a sua volta all'Unlimited Blade Works. A questo punto il combattimento risulta molto più equilibrato e alla fine Shirō riesce, anche grazie ad un nuovo aiuto di Archer, ad uccidere Gilgamesh mettendo così fine alla Quinta Guerra del Santo Graal. Rin ed Archer hanno un ultimo incontro, e prima di scomparire definitivamente Archer, pentito in parte delle proprie scelte, chiede a Rin di prendersi cura del sé stesso del passato, nella speranza che così facendo diventi una persona migliore, dando così anche a lui la speranza di poter essere un domani a sua volta migliore.